# Paraguay-Kammratte
Die Paraguay-Kammratte (Ctenomys paraguayensis) ist eine Art der Kammratten. Die Art kommt im Südosten von Paraguay vor, wo sie nur an einem Fundort nahe der Stadt  Ayolas nachgewiesen ist.

## Merkmale
Die Paraguay-Kammratte erreicht eine Kopf-Rumpf-Länge von 16,6 bis 17,4 Zentimetern bei einer Schwanzlänge von 7,3 bis 8,0 Zentimetern und einem Gewicht von 146 bis 187 Gramm. Die Hinterfußlänge beträgt 35 bis 37 Millimeter. Dabei stammen alle Angaben von drei Individuen, die zur Erstbeschreibung herangezogen wurden. Es handelt sich damit um eine mittelgroße Art der Gattung. Die Rückenfärbung ist eintönig braun bis sandbraun. Die Art besitzt einen helleren Kragen unterhalb der Ohren bis zum Hals. Die Wangen sind heller, im Gesicht gibt es keine schwarzen Markierungen. Die Bauchseite ist cremeweiß und besitzt keine hellen Flecken in den Achseln oder der Leistengegend. Der Schwanz ist leicht zweifarbig mit einer dunkleren Oberseite und einer helleren Unterseite.
Der Schädel ist vergleichsweise grazil. Die Jochbögen sind ausgeweitet und sind breiter als der Abstand zwischen den Ohröffnungen. Der Rand des Jochbogens besitzt kein Foramen.
Der Karyotyp besteht aus einem doppelten Chromosomensatz von 2n=52 Chromosomen. Die Form der Spermien ist unbekannt.

## Verbreitung
Das Verbreitungsgebiet der Paraguay-Kammratte ist auf das südöstliche Paraguay begrenzt, wo sie als Endemit nur an einem Fundort in Corate-í nahe der Stadt Ayolas im Departamento Misiones nachgewiesen ist.

## Lebensweise
Über die Lebensweise der Paraguay-Kammratte liegen wie bei den meisten Arten der Kammratten nur sehr wenige Informationen vor. Sie lebt wie alle Kammratten weitgehend unterirdisch in Gangsystemen, die sie in trocken-sandigen Böden anlegt. Die Tiere ernähren sich vegetarisch von den verfügbaren Pflanzen, vor allem von oberirdischen Teilen von Gräsern und Laub. Sie sind Einzelgänger (solitär).

## Systematik
Die Paraguay-Kammratte wird als eigenständige Art innerhalb der Gattung der Kammratten (Ctenomys) eingeordnet, die aus etwa 70 Arten besteht. Die wissenschaftliche Erstbeschreibung der Art stammt von dem argentinischen Zoologen Julio Rafael Contreras aus dem Jahr 2000, der sie anhand von Individuen aus Corate-í nahe der Stadt Ayolas im Departamento Misiones beschrieb.
Innerhalb der Art werden neben der Nominatform keine Unterarten unterschieden.

## Status, Bedrohung und Schutz
Die Paraguay-Kammratte wird von der International Union for Conservation of Nature and Natural Resources (IUCN) derzeit nicht gelistet.

## Belege
1. 1 2 3 4 5 6 7 8 9  Paraguayan Tuco-tuco. In: T.R.O. Freitas: Family Ctenomyidae In: Don E. Wilson, T.E. Lacher, Jr., Russell A. Mittermeier (Herausgeber): Handbook of the Mammals of the World: Lagomorphs and Rodents 1. (HMW, Band 6) Lynx Edicions, Barcelona 2016, S. 530. ISBN 978-84-941892-3-4.
2. ↑  Julio Rafael Contreras: Ctenomys paraguayensis, una nueva especie de roedor excavador procedente der Paraguay Oriental (Mammalia, Rodentia, Ctenomyidae). Revista del Museo de Ciencias Naturales 2 (1), 2000; S. 61–68. PDF.